# باهرة معنقة
باهرة معنقة (الاسم العلمي: Agave petiolata) هو نوع من النباتات يتبع جنس الباهرة من الفصيلة الهليونية.